# Otto Wagner (militaire)
Pour les articles homonymes, voir Otto Wagner (homonymie) et Wagner.
Otto Wagner, né le 28 mars 1902 à Prague et mort le 20 mai 1974 à Jihlava, est un militaire tchécoslovaque, Compagnon de la Libération. Saint-Cyrien à titre étranger, il sert d'abord l'armée de son pays natal puis le gouvernement en exil de celui-ci après l'annexion des Sudètes. Engagé dans la Légion étrangère et les Forces françaises libres, il participe aux combats de la Seconde Guerre mondiale au Moyen-Orient et en Afrique du Nord puis sur les côtes de l'Océan Atlantique. De retour en Tchécoslovaquie après le conflit, il réintègre l'armée tchécoslovaque mais en est limogé quelques années plus tard.

## Biographie

### Avant-guerre
Otto Wagner naît le 28 mars 1902 à Prague d'un père professeur à l'école industrielle d'état de la ville,. Après un baccalauréat obtenu à Beroun, il exerce brièvement comme professeur dans une école de Zdice. Choisissant ensuite de s'engager dans l'armée, il obtient un diplôme à l'académie militaire de Hranice puis intègre l'École spéciale militaire de Saint-Cyr à titre étranger en 1923 dans la promotion Chevalier Bayard,. Il effectue les premières années de sa carrière d'officier dans l'armée de son pays natal et en 1938, au moment de l'annexion des Sudètes, il est capitaine et commande une compagnie de mitrailleuses au 1er régiment d'infanterie de montagne basé dans la région d'Árva. En 1939, il participe aux actions de l'armée tchécoslovaque contre les séparatistes slovaques et, après la création de la République slovaque il est expulsé vers le protectorat de Bohême-Moravie.

### Seconde Guerre mondiale
N'acceptant pas le joug allemand, Otto Wagner s'échappe de Tchécoslovaquie le 18 mai 1939 et se réfugie en Pologne où il travaille au consulat de son pays à Cracovie. Puis il gagne la France où s'est constitué un Gouvernement provisoire tchécoslovaque en exil et demande à servir dans l'armée française. Assistant de l'attaché militaire tchécoslovaque à Paris puis chef du bureau militaire du consul de Tchécoslovaquie à Marseille, il est ensuite affecté à Agde au 2e régiment d'infanterie tchécoslovaque dont il commande le 1er bataillon. À la tête de ce bataillon, il participe à la bataille de France au printemps 1940. À la suite de l'armistice du 22 juin 1940, Otto Wagner est évacué avec les troupes tchécoslovaques vers le Royaume-Uni où il débarque le 12 juillet. Affecté à la 1re brigade mixte tchécoslovaque puis dans un corps de remplacement de la brigade il fait partie, avec d'autres officiers, des signataires d'une lettre destinée au président du gouvernement provisoire Edvard Beneš dénonçant les mauvaises conditions au sein des troupes en exil. Cet engagement lui vaut d'être interné jusqu'en avril 1941.
Le 16 avril 1941, Otto Wagner obtient l'autorisation de son gouvernement pour servir dans les forces françaises libres. Dans un premier temps affecté au bataillon de chasseurs de Camberley, il est ensuite muté à la 13e demi-brigade de Légion étrangère où il prend le commandement de la 6e compagnie du 2e bataillon. Après avoir pris part à la campagne de Syrie, il est engagé dans la guerre du désert en Afrique du nord. Il s'illustre particulièrement en juin 1942 lors de la bataille de Bir Hakeim où il inflige de lourdes pertes à l'ennemi. Le 24 octobre suivant, au cours de la seconde bataille d'El Alamein, il est grièvement blessé. Après sa convalescence, durant laquelle il a été promu chef de bataillon, il est transféré en Grande-Bretagne le 25 mars 1943 et devient instructeur pour les jeunes officiers avant d'être intégré à la Compagnie Portée du Groupe Motorisé puis au commandement du 3e bataillon de la 13e demi-brigade de Légion étrangère à Sidi Bel Abbès,.
De retour en Angleterre au printemps 1944, il est affecté à la direction technique des services spéciaux et suis des cours de sabotage et de combat en arrière des lignes ennemies puis sert brièvement comme commandant adjoint au corps de remplacement et d'entraînement de la Légion étrangère à Coulommiers,. En décembre, il est intégré à l'état-major du commandement des Forces françaises de l'Ouest sous les ordres du général de Larminat. Il participe alors à la réduction des poches allemandes de la côte atlantique et en avril 1945, il commande un bataillon du 6e régiment d'infanterie lors de l'assaut sur la poche de Royan puis lors de la réduction de la poche de La Rochelle. Finissant la guerre au grade de lieutenant-colonel, Otto Wagner est l'un des quatre tchécoslovaques à recevoir la Croix de la Libération.

### Après-guerre
Démobilisé des troupes françaises en juillet 1945, il retourne en Tchécoslovaquie où il réintègre l'armée. Le 1er septembre, il prend le commandement du 20e régiment d'infanterie basé à Michalovce puis à Prešov. Entre avril et août 1946, il participe dans les Carpates à des opérations de soutien de l'armée insurrectionnelle ukrainienne. Il est promu colonel en octobre de la même année. Après une formation pour les commandants de troupes suivie du 1er septembre 1946 au 31 janvier 1947, il prend la tête du 68e bataillon d'infanterie à Jeseník puis en août devient commandant adjoint de la 13e brigade d'infanterie à Karlovy Vary. Il prend le 30 avril 1949 le commandement de la brigade motorisée du corps de réserve à Olomouc. Pressenti pour devenir général, il intègre l'Académie militaire suprême de Prague le 16 septembre 1949 et suit ses cours jusqu'au 16 juin 1950. Cependant, en conflit avec le régime communiste en place, il est limogé de l'armée le 1er avril 1951,.
Travaillant comme ouvrier forestier à Jeseník, il envisage de quitter le pays et se fait arrêter en mars 1953 et condamner à deux ans d'emprisonnement. Amnistié en 1954, il subsiste grâce à de multiples emplois dans tout le pays. Il passe sa vieillesse près de la ville de Hudlice et meurt le 20 mai 1974 à Jihlava. Selon ses dernières volontés, ses cendres ont été transférées en 1976 au cimetière de la Légion étrangère à Aubagne.

## Décorations
|  |  |  |  |  |  |
|  |  |  |  |  |  |
|  |  |  |  |  |  |
|  |  |  |  |  |  |
|  |  |  |  |  |  |

| Croix de Guerre | Croix de Guerre | Médaille pour bravoure devant l'ennemi (cs) | Médaille pour bravoure devant l'ennemi (cs) | Médaille du mérite tchécoslovaque (cs)            | Médaille du mérite tchécoslovaque (cs)            |
| Médaille commémorative de l'armée à l'étranger (cs) Avec agrafes « France », « Grande-Bretagne » et « Moyen-Orient » | Médaille commémorative de l'armée à l'étranger (cs) Avec agrafes « France », « Grande-Bretagne » et « Moyen-Orient » | Ordre de Milan Rastislav Štefánik (en)      | Ordre de Milan Rastislav Štefánik (en)      | Chevalier de la Légion d'honneur (France)         | Chevalier de la Légion d'honneur (France)         |
| Compagnon de la Libération (France)                                                                                  | Compagnon de la Libération (France)                                                                                  | Croix de Guerre 1939-1945 (France)          | Croix de Guerre 1939-1945 (France)          | Croix du combattant volontaire 1939-1945 (France) | Croix du combattant volontaire 1939-1945 (France) |
| Médaille coloniale Avec agrafes « Libye » et « Bir-Hakeim » (France)                                                 | Médaille coloniale Avec agrafes « Libye » et « Bir-Hakeim » (France)                                                 | 1939-45 Star (Royaume-Uni)                  | 1939-45 Star (Royaume-Uni)                  | Africa Star (Royaume-Uni)                         | Africa Star (Royaume-Uni)                         |
| Croix de la Valeur 4e classe (Pologne)                                                                               | |                                             |                                             |                                                   |                                                   |

## Publications
- (cs) Avec la Légion étrangère contre Rommel, Prague, Naše Vojsko, 1970.